# 陶岳
陶岳（？—1022年），字舜咨，又字介立。宋永州祁陽（今湖南祁陽）人。

## 简介
东晋名臣陶侃之后，世居庐江浔阳（今江西九江）。太平興國五年（980年）进士。曾為密州幕，又歷端、賓等五州郡守，累官太常博士、尚书职方员外郎，知端州。“性清介，以儒学有名”，天禧三年（1019年）知道州。北宋仁宗乾兴元年（1022年）知宾州，卒於任上。赠刑部侍郎。著有《五代史補》五卷、《荆湘近事》十卷、《零陵总记》十五卷、《货泉录》一卷。